# Beschaffungsauktion
Beschaffungsauktionen (sourcing auctions), oder auch als Einkaufsauktion bezeichnet, sind Auktionen, die beschaffungsseitig initiiert werden. Hierbei versteigert eine einkaufende Organisation ihren Bedarf unter mehreren konkurrierenden Lieferanten (single-buyer-model). In Verkaufsauktionen (sales auctions) hingegen bieten mehrere Einkäufer auf das Angebot eines Verkäufers (single-seller model). Umgekehrt zur Verkaufsauktion zielt die Beschaffungsauktion auf eine Minimierung des Preises. Während bei Verkaufsauktionen das Auktionsobjekt i. d. R. vor dem Beginn der Auktion physisch vorhanden ist und detailliert beschrieben werden kann, ist das Auktionsobjekt im Falle der Beschaffungsauktion meist eine abstrakte Kaufverpflichtung, deren konkreter Kaufgegenstand vom beschaffenden Unternehmen zunächst genau spezifiziert werden muss. Beschaffungsauktionen im Business-to-Business-Bereich werden meist über das Internet in Form einer E-Reverse Auction abgewickelt.